# 拦路港

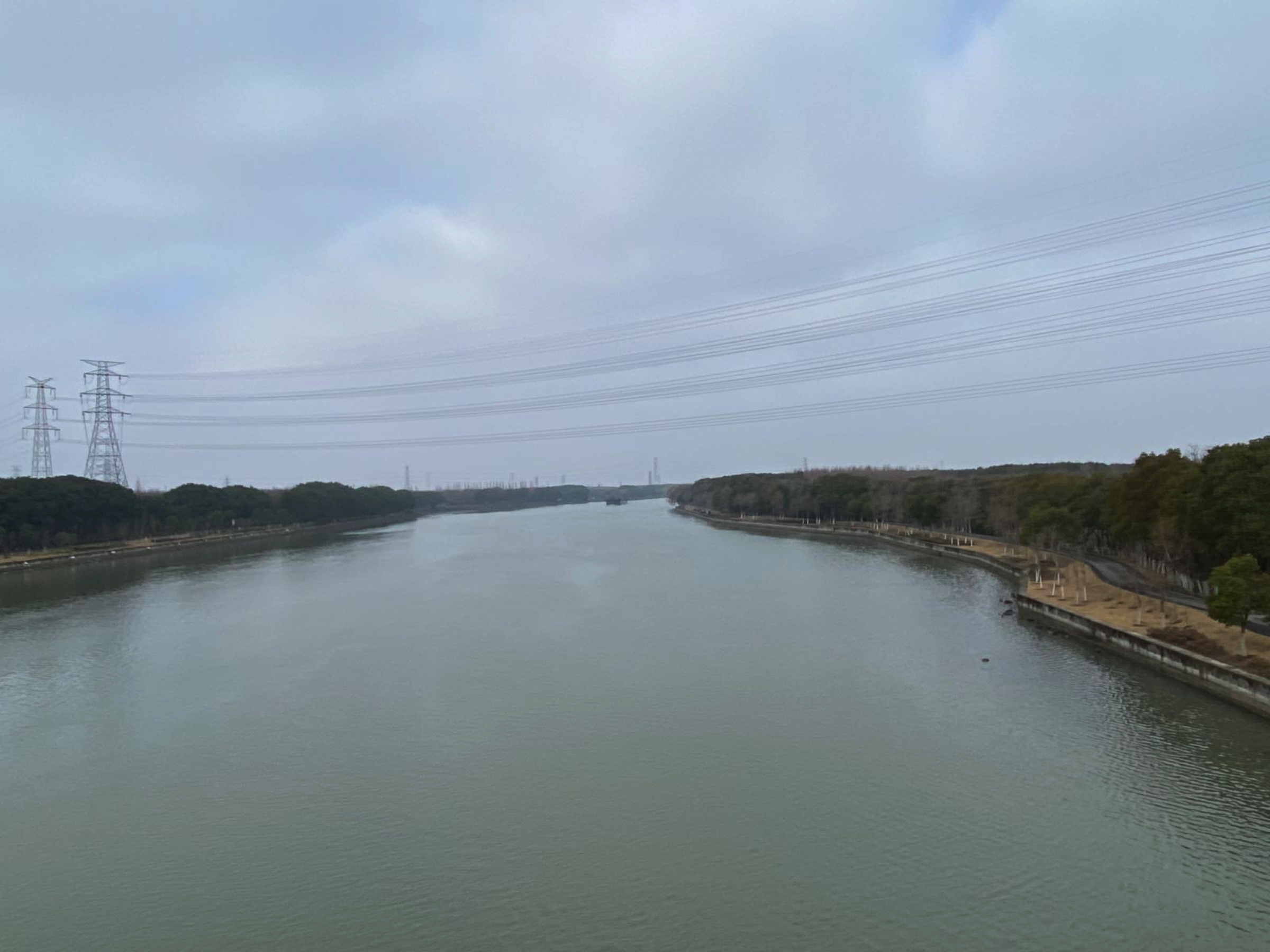
从朱枫公路东方红大桥上观望的拦路港

拦路港是中華人民共和國上海市青浦區的一條河流，是澱山湖重要的洩洪通道。西起上海太阳岛旅游度假区，東至紅旗塘與橫潦涇交界處，全长8.7公里。曾因河上无桥，導致两岸交通受阻，所以該河得名攔路港。清朝時拦路港为华亭、奉贤、娄县、金山、青浦5县运粮進入澱山湖的通道。